# معركة البريقة الثالثة
المعركة البريقة الثالثة هيَ نزاع عسكري نشب بين الثوار الليبيين وقوات العقيد معمر القذافي في بلدة البريقة الليبية بين يومي 31 مارس و7 أبريل 2011 كجزء من حرب ثورة 17 فبراير. تألفت المعركة من عدة اشتباكات، وكان الثوار يُعاودون انسحابهم من المدينة بعد كل واحد منها، لكنهم اضطروا في نهاية الأمر للتراجع منها دون العودة مجدداً لتحويل بلدة أجدابيا المجاورة إلى نقطة دفاعهم الرئيسية.

## الخلفية
في يوم السبت 26 مارس انتصر الثوار على قوات القذافي بعد صراع عنيف في بلدة أجدابيا دام لمدة أسبوع تقريباً، وبمُجرد أن كسب الثوار تلك البلدة، أصبح الطريق ممهداً لهم باتجاه البريقة لاستعادتها هيَ الأخرى بعد أن نجحت كتائب القذافي في انتزاعها من الثوار قبل ذلك بأسبوعين تقريباً. وبهذا فقد تابع الثوار طريقهم نحو البريقة، لكن قوات القذافي انسحبت سريعاً منها ومن بلدة رأس لانوف المجاورة قبل أن يَبلوغهما، وبذلك فقد دخل الثوار البريقة يوم 26 مارس ثم رأس لانوف يوم 27 مارس بسلام دون اشتباكات، ثم تابعوا طريقهم في ذلك اليوم واليوم التالي واستعادوا العقيلة فبن جواد فالنوفلية فالهراوة مجتاحين بذلك معظم مدن وبلدات الشرق دفعة واحدة وبالغين مشارف سرت - إحدى معاقل القذافي الرئيسية -.
ولم يَتوقف الأمر عند هذا الحد، فمع ما بدى من استتباب الأمور في هذه البلدات وبدأ عودتها إلى الاستقرار، وصل الأمر إلى أن المجلس الوطني الانتقالي - الذي يَقود الثوار - أخذ بالتخطيط لبدأ تصدير النفط من البريقة مجدداً وبالكميات المعتادة إلى الدول الأخرى خلال أقل من أسبوع من الوقت الذي استعاد فيه المدينة. لكن بالرغم من هذا التقدم السريع، فقد عادت فجأة قوات القذافي في يوم الثلاثاء 29 مارس وبدأت بقصف بن جواد بعنف مُجبرة الثوار على الانسحاب منها إلى بلدة رأس لانوف مجدداً، ثم ما لبثت أن بلغت رأس لانوف هيَ الأخرى وبدأت بقصفها فارتبك الثوار وانسحب جزء كبير منهم شرقاً بعد أن فقدوا بالأمل بدعم التحالف الدولي لهم (وكانوا قد اعتمدوا عليه كتغطية لتقدمهم في البداية)، بينما استمرت بعض المناوشات بالنشوب حول المدينة بين بقايا الثوار والكتائب. ومع ذلك فقد وصلت قوات التحالف لاحقاً وقصفت المدينة، لكن بعد أن كان الثوار قد انسحبوا منها بالفعل. بعد ذلك واصلت الكتائب تقدمها واستولت على سدرة وبضع بلدات مجاورة، ثم توجهت أخيراً نحو بلدة البريقة لكيْ تستولي عليها هيَ الأخرى وتفتح طريقها نحو أجدابيا بوابة الشرق.

## المعركة

### الاشتباك الأول (31 مارس)
في يوم الأربعاء 30 مارس أخذت قوات القذافي بالزحف شرقاً نحو البريقة بعد سيطرتها على جميع مدن الغرب الأخرى، ثم مع مطلع فجر يوم 31 مارس بلغت هذه القوات المدينة، مما دفع الثوار إلى البدأ بالاستعداد لصدها، فاحتشدوا بأعداد ضخمة على بُعد 10 كم من البريقة مع شاحنات وعربات نقل صغيرة الحجم مُزودة ببعض الأسلحة النارية. وبذلك فقد بدأت الاشتباكات بين الطرفين مع مطلع الصباح، لكن الكتائب بدأت على الفور بقصف الثوار بوابل من الصواريخ أصاب عدة عربات تابعة لهم، وفي النهاية أجبر الثوار على التراجع من المدينة نحو الشرق تحت وطأة القصف المُستمر من قوات القذافي، وذلك بهدف إعادة تجميع صفوفهم في أجدابيا لتحويلها إلى نقطة الدفاع الرئيسية بالنسبة لهم نظراً إلى أهميتها الاستراتيجية.

### الاشتباك الثاني (1 أبريل)
في يوم 1 أبريل تابعت قوات القذافي تقدمها حتى أجدابيا بعد سيطرتها تماماً على البريقة مع غياب المقاومة، فعاد الثوار واشتبكوا معها وأجبروها على التراجع مجدداً إلى البريقة. ثم أخذوا بالتقدم بدورهم إليها، فأعادوا في البداية تنظيم صفوفهم في أجدابيا وغيروا طريقة إدارة عملياتهم جذرياً بحيث تصبح منظمة كالجيوش الحقيقية بدلاً من الحركة العشوائية وحرب العصابات غير المنظمة التي كانوا يَستخدمونها في السابق. ثم بعد ذلك ساروا مجهزين بالأسلحة الثقيلة نحو البريقة ومعهم وزيرة الداخلية السابق عبد الفتاح يونس العبيدي الذي أصبح من قادتهم، وعندما قاربوا المدينة استخدموا راجمات الصواريخ لقصف بعض مواقع الكتائب في المدينة والتي ردت بدورها بقصف الثوار بالصواريخ أيضاً. كما دارت بعض الاشتباكات في منتصف المسافة بين المدينتين على بعد 40 كم شرق البريقة بالإضافة إلى بعض المناطق حولها، وقد قصفت عمليات حلف الناتو أيضاً إثر ذلك قوات للقذافي في قرية تقع شرق البريقة بمسافة 15 كيلومتر خلال اليوم ذاته، لكن الانفجار تسبب بقتل 7 مدنيين وجرح 25 غيرهم. وفي اليوم نفسه - 1 أبريل - تابع الثوار تقدمهم نحو البريقة بهدف تغطية انسحاب المدنيين من أجدابيا وتجهيزها للمعركة لأطول مدة زمنية مُمكنة، لكن بالرغم من ذلك فقد دحرتهم قوات القذافي وأجبرتهم على التراجع مجدداً نحو أجدابيا.

### الاشتباك الثالث (2 - 5 أبريل)
في يوم السبت 2 أبريل بدأ الثوار بالتحرك من جديد نحو البريقة، فوصلوا مشارفها واستعادوا سريعاً «منطقة الجامعة» الواقعة عند أطراف المدينة، لكن وبينما كانت قواتهم تتقدم بين بلدة أجدابيا القريبة والبريقة قصفتهم بالخطأ طائرات التحالف الدولي ظانة أنهم تابعون لكتائب القذافي، مما أسقط 13 قتيل في صفوف الثوار. وبالرغم من هذه الحادثة فقد تابع الثوار تقدمهم وتمكنوا بمساعدة تغطية حلف الناتو الجوية من التوغل في المدينة والسيطرة على معظم أجزائها بما في ذلك مرسى تصدير النفط، وذلك مع أن النزاع في المدينة لم يُحسم تماماً خلال ذلك اليوم وظلت قوات القذافي صامدة في بعض أجزاء البريقة بالرغم من إصرار الثوار على طردها تماماً من المدينة مع توفر فرصة دعم الناتو الجوي. وقد أدت اشتباكات ذلك اليوم إلى سقوط 7 قتلى على الأقل في صفوف كتائب القذافي وتفجير 10 سيارات تابعة لها.
في يوم الأحد 3 أبريل واصل الثوار تنظيم أنفسهم وجعلوا مقاتلي جبهتهم الأمامية يَقتصرون في معظمهم على جنود سابقين في كتيبة الصاعقة بينما ظل الثوار المتطوعون في الخطوط الخلفية. لكن ذلك اليوم شهد في المقابل تراجعاً كبيراً للثوار ضمن بلدة البريقة تحت وطأة قصف القذافي، فبعد أن كانوا قد توغلوا إلى معظم أجزائها وأطبقوا سيطرتهم عليها اضطروا للتراجع مجدداً نحو المدخل الشرقي للمدينة وتهيؤوا عنده لأي هجوم محتمل من الكتائب. ومن أسباب هذا التراجع عثور الثوار على حقول ألغام ونفاذ ذخيرتهم والابتعاد عن كمائن تجهزها قوات القذافي لهم في المدينة.
مع مطلع يوم الإثنين 4 أبريل بدأ عدد من الثوار قدر بما يَتراوح من 300 إلى 400 مقاتل بالتراجع نحو أجدابيا تاركين بذلك ساحة المعركة في البريقة. تركزت المعارك والاشتباكات خلال ذلك اليوم في شرق المدينة (في منطقة تسمى «منطقة الجامعة» تقع عند المدخل الشرقي للمدينة وكثافتها السكانية منخفضة)، وتمكن الثوار من إبقاء هذه المنطقة ضمن سيطرتهم والزحف للسيطرة على كافة أجزاء منطقة الجامعة، وذلك بالرغم من قصفها بالمدفعية ونشوب معارك ومناوشات متكررة حولها وعدم تقديم التحالف الدولي للمساعدة فيها، وقد رد الثوار بدورهم على هذا القصف والهجمات بإطلاق 4 صواريخ نحو معاقل كتائب القذافي. ولاحقاً خلال اليوم ذاته، بدأ الثوار بالتحرك لتطوير تكتيهم الهجوميّ بدخول المدينة من ثلاث جهات (الجنوب والشمال والغرب) مطبقين بذلك على الكتائب في الوسط، وتحت هذا الحصار اضطرت قوات القذافي للانسحاب من معظم أجزاء المدينة، فأخذ الثوار بالتقدم داخلها لإعادتها إلى سيطرتهم وتمشيطها تأكداً من خلوها من أي بقايا مختبئة لقوات القذافي.
في اليوم التالي - 5 أبريل - وبالرغم من تقدم الثوار في اليوم السابق فقد تعرضوا لقصف شديد من الكتائب اضطروا بسببه للتراجع والانسحاب من بلدة البريقة بالكامل عائدين إلى أجدابيا بعد بعض المناوشات، وهناك جهزوا أنفسهم وأقاموا نقاط تفتيش وإجراءات أمنية مشددة تحسباً لأي هجوم محتمل للكتائب. ولم تتوقف الكتائب عند سيطرتها على البريقة ودخولها وسطها بل تابعت زحفها نحو أجدابيا، وذلك بالرغم من تحرك حلف الناتو خلال اليوم ذاته وقصفه لآلياتها وحشودها التي كانت تتقدم بين المدينتين على مسافة 30 كم شرق البريقة، مما أدى إلى تفجير مركبتي نقل ولو أن الهجوم لم يُؤدي إلى سقوط قتلى. وبذلك فبنهاية اليوم كان الثوار قد خسروا البريقة تماماً، وانتهى بذلك الاشتباك الثالث بين الطرفين.

### المناوشات الأخيرة (6 - 7 أبريل)
انسحب الثوار 20 كم شرق البريقة في يوم 5 أبريل نتيجة لقصفهم بالمدفعية والصواريخ، كما استمر قصفهم في أجدابيا خلال ليلة ذلك اليوم بعد انسحابهم إليها. ولذا فقد عاودوا سيرهم نحو البريقة في يوم 6 أبريل وبلغوا أطرافها خلال اليوم ذاته، وهناك أخذوا بتهيئة أنفسهم لخوض اشتباكات مع قوات القذافي المدينة. وبالرغم من عدم وقوع اشتباكات بينهم وبين الكتائب خلال اليوم فقد انسحب جزء من قوات القذافي وتراجع قليلاً من بعض مناطق البريقة جراء قصف عمليات حلف الناتو له.
بعد اليوم السابق الهادئ نسبياً، شهد يوم 7 أبريل مناوشات مجددة بعد أن حصلت قوات القذافي على إمدادات مكنتها من السير نحو شرق البريقة لمحاولة طرد الثوار منها. كما استخدم كلا الطرفين الصواريخ لقصف مواقع الطرف الآخر، واستمرت الأمور على هذه الوتيرة خلال ذلك اليوم. لكن مع هذا وأثناء تقدم الثوار خلال المعركة نحو معاقل قوات القذافي، فوجئوا بغارتين جويتين عنيفتين من حلف الناتو استهدفت أولاهما مقراً للثوار في المدينة والأخرى مركبة نقل تابعة لهم، مما أدى بالمجمل إلى سقوط 45 قتيل في صفوفهم بالإضافة إلى عدد غير محدد من الجرحى. وقد أصابت هذه الغارات أيضاً مجموعة من الدبابات التي كان يَقودها الثوار، فضلاً عن استخدام قوات القذافي بدورها لعدة صواريخ لضرب قوافل ومركبات تابعة للثوار بين البريقة وأجدابيا، ومع كل هذه الضربات بدأ الارتباك يَعم صفوف الثوار وأخذوا بالتراجع من البريقة مجدداً نحو أجدابيا في الشرق متخليين عن البلدة.

## ما بعد المعركة
بنهاية يوم 7 أبريل كان الثوار قد فقدوا سيطرتهم مجدداً على البريقة بالرغم من إبقاء أجدابيا ضمن سيطرتهم، وقد هيؤوا البلدة وتحصنوا عند مدخلها الغربي استعداداً لهجوم قوات القذافي القادم، ثم شهد يوما 8 و9 أبريل اللاحقين مناوشات ومعارك حول أجدابيا وفي الطريق بينها وبين البريقة قبل أن تنتقل المعركة إلى أرض مدينة أجدابيا، وذلك بالرغم من استمرار عمليات الناتو بقصف مواقع القذافي حول البريقة وتدميرها لدبابتين تابعتين له يوم 10 أبريل ومن محاولات الثوار اللاحقة للزحف نحوها في يوم 11 أبريل بعد استعادتهم لأجدابيا. وكانت تلك هيَ بداية معركة أجدابيا الثانية التي خاضها الثوار للدفاع عن تلك البلدة الاستراتيجية بعد خسارة فرصهم للدفاع عن البريقة، وبهذا انتهت معركة البريقة الثالثة بانتصار القذافي متابعته لتقدمه باتجاه الشرق.